# Ataenius crenator
Ataenius crenator är en skalbaggsart som beskrevs av Edgar von Harold 1876. Ataenius crenator ingår i släktet Ataenius och familjen Aphodiidae. Inga underarter finns listade.